# José Villanueva
Pour les articles homonymes, voir Villanueva.
José Villanueva est un boxeur philippin né le 19 mars 1913 à Manille et mort le 11 novembre 1983 à Quezon City.

## Carrière
Il remporte la médaille de bronze aux Jeux de Los Angeles en 1932 dans la catégorie poids coqs. Après avoir battu Akira Nakao, Villanueva s'incline en demi-finale contre le canadien Horace Gwynne. Il est par ailleurs le père d'Anthony Villanueva qui sera médaillé d'argent également en boxe aux Jeux de Tokyo en 1964.

## Palmarès

### Jeux olympiques
- Jeux olympiques de 1932 à Los Angeles[2] (poids coqs)